# The Buxom Country Lass
The Buxom Country Lass è un cortometraggio muto del 1914 diretto da C.J. Williams.
Nono episodio della serie di comiche a un rullo Wood B. Wedd prodotta dalla Edison.

## Produzione
Il film fu prodotto dalla Edison Company.

## Distribuzione
Distribuito dalla General Film Company, il film - un cortometraggio in una bobina - uscì nelle sale cinematografiche degli Stati Uniti il 31 agosto 1914.